# Alaybeyli, Talas
Alaybeyli là một xã thuộc quận Talas, tỉnh Kayseri, Thổ Nhĩ Kỳ. Dân số thời điểm năm 2008 là 1.009 người.